# Matt Solomon

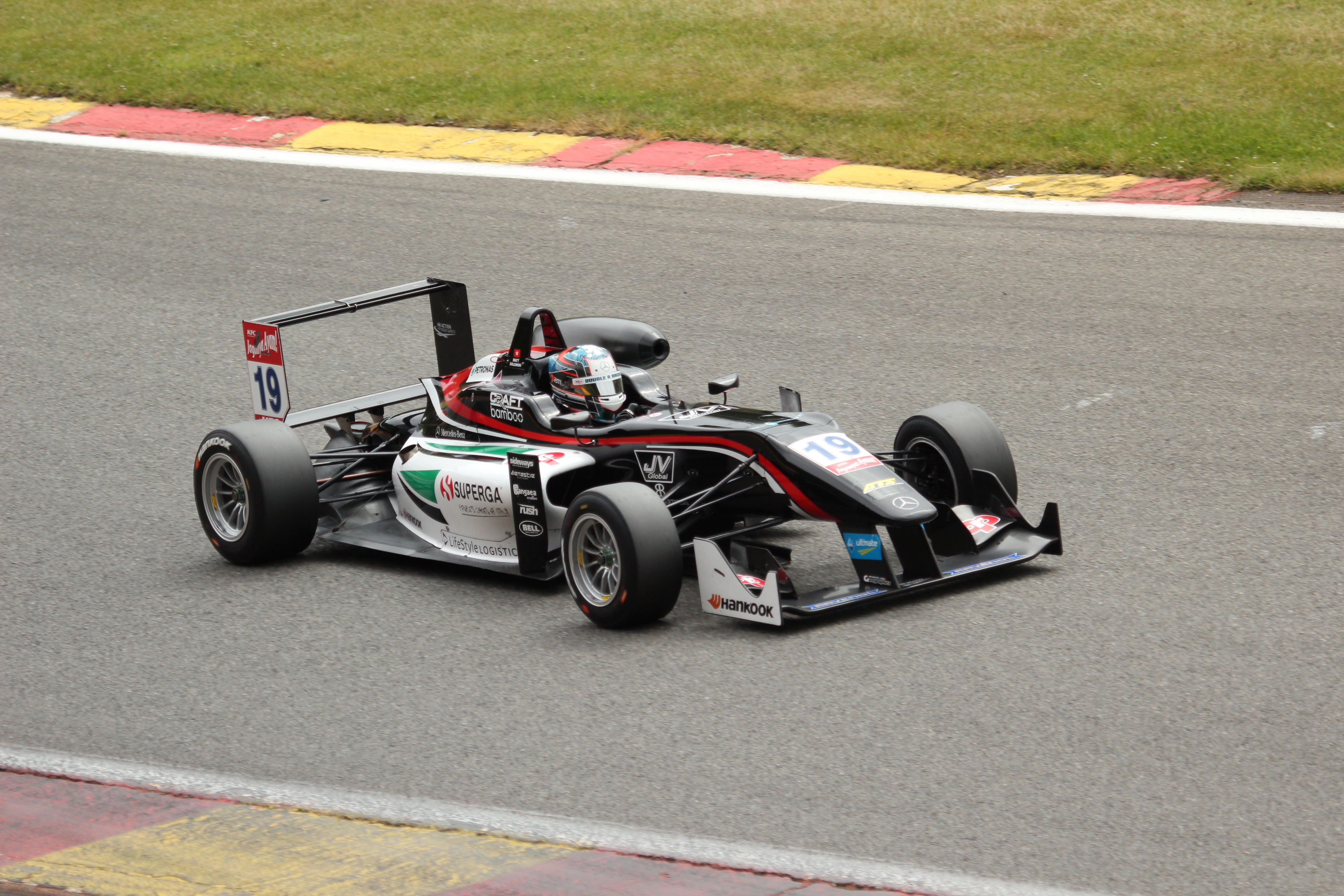
Matt Solomon in Spa-Francorchamps in der europäischen Formel-3-Meisterschaft 2015

Matthew Barry „Matt“ Solomon (* 19. Februar 1996) ist ein ehemaliger hongkong-chinesisch-australischer Automobilrennfahrer. Er startete 2015 in der europäischen Formel-3-Meisterschaft.

## Karriere
Solomon begann seine Motorsportkarriere 2007 im Kartsport, in dem er bis 2012 aktiv blieb. 2013 wechselte Solomon in den Formelsport und trat für Eurasia Motorsport in der Formula Masters China an. Er punktete bei jedem Rennen und erzielte vier dritte Plätze als beste Resultate. In der Gesamtwertung wurde er Fünfter. Darüber hinaus absolvierte er in Europa für Prema einen Gaststart in der alpinen Formel Renault. 2014 blieb Solomon in der Formula Masters China bei Eurasia Motorsport. Er gewann fünf Rennen und wurde mit 187 zu 215 Punkten Gesamtzweiter hinter James Munro. Darüber hinaus war Solomon 2014 im GT-Sport aktiv. Er wurde Neunter im chinesischen Audi R8 LMS Cup und 28. in der GT3-Klasse der asiatischen GT-Meisterschaft.
Im Winter 2014/15 trat Solomon zu einer Veranstaltung der MRF Challenge Formel 2000 an und erreichte dabei einen zweiten Platz. Anschließend wechselte Solomon 2015 in die europäische Formel-3-Meisterschaft zu Double R Racing. Ein 13. Platz war sein bestes Ergebnis.
Seit Oktober 2020 arbeitet er als Berater ("in-house racing specialist") für die Computerspielefirma Animoca Brands.

## Persönliches
Solomons Mutter ist Chinesin. Er tritt im Motorsport üblicherweise für Hongkong an, vereinzelt aber auch als Australier.

## Statistik

### Karrierestationen
| - 2007–2012: Kartsport - 2013: Formula Masters China (Platz 5) - 2014: Formula Masters China (Platz 2) | - 2014: Chinesischer Audi R8 LMS Cup (Platz 9) - 2014: Asiatische GT, GT3 (Platz 28) - 2015: MRF Challenge Formel 2000 (Platz 12) | - 2015: Europäische Formel 3 |

### Einzelergebnisse in der europäischen Formel-3-Meisterschaft
| Jahr | Team            | Motor    | 1   | 2   | 3   | 4   | 5   | 6   | 7   | 8   | 9   | 10  | 11  | 12  | 13  | 14  | 15  | 16  | 17  | 18  | 19  | 20  | 21  | 22  | 23  | 24  | 25  | 26  | 27  | 28  | 29  | 30  | 31  | 32  | 33  | Punkte | Rang |
| ---- | --------------- | -------- | --- | --- | --- | --- | --- | --- | --- | --- | --- | --- | --- | --- | --- | --- | --- | --- | --- | --- | --- | --- | --- | --- | --- | --- | --- | --- | --- | --- | --- | --- | --- | --- | --- | ------ | ---- |
| 2015 | Double R Racing | Mercedes | SIL | SIL | SIL | HO1 | HO1 | HO1 | PAU | PAU | PAU | MNZ | MNZ | MNZ | SPA | SPA | SPA | NOR | NOR | NOR | ZAN | ZAN | ZAN | SPI | SPI | SPI | POR | POR | POR | NÜR | NÜR | NÜR | HO2 | HO2 | HO2 | 0      | –    |
| 2015 | Double R Racing | Mercedes | 25  | 26  | 24  | 21  | 26  | 23  | 25  | DNF | 13  | DNF | 19  | 19  | DNF | 19  | 25  | DNF | 25  | DNF | 21  | 17  | DNF | DNF | 20  | 26  | 21  | 25  | 22  | 28  | DNF | 19  | 26  | 26  | 14  | 0      | –    |